# Medaillespiegel van de Olympische Zomerspelen 1906
Op de Olympische Zomerspelen 1906 in Athene werden 226 medailles uitgereikt. In de tabel op deze pagina staat het medailleklassement. Het IOC heeft achteraf de olympische status van deze spelen ingetrokken. De medailles tellen dus officieel niet mee in andere standen en rangen.
Het IOC stelt officieel geen medailleklassement op, maar geeft desondanks een medailletabel ter informatie. In het klassement wordt eerst gekeken naar het aantal gouden medailles, vervolgens de zilveren medailles en tot slot de bronzen medailles.
In de tabel heeft het gastland heeft een blauwe achtergrond. Het grootste aantal medailles in elke categorie is vetgedrukt.
| Plaats | Land             | NOC    | Goud | Zilver | Brons | Totaal |
| ------ | ---------------- | ------ | ---- | ------ | ----- | ------ |
| 1      | Frankrijk        | FRA    | 15   | 9      | 16    | 40     |
| 2      | Verenigde Staten | USA    | 12   | 6      | 6     | 24     |
| 3      | Griekenland      | GRE    | 8    | 13     | 12    | 33     |
| 4      | Groot-Brittannië | GBR    | 8    | 11     | 5     | 24     |
| 5      | Italië           | ITA    | 7    | 6      | 3     | 16     |
| 6      | Zwitserland      | SUI    | 5    | 6      | 4     | 15     |
| 7      | Duitsland        | GER    | 4    | 6      | 5     | 15     |
| 8      | Noorwegen        | NOR    | 4    | 2      | 1     | 7      |
| 9      | Oostenrijk       | AUT    | 3    | 3      | 3     | 9      |
| 10     | Denemarken       | DEN    | 3    | 2      | 1     | 6      |
| 11     | Zweden           | SWE    | 2    | 5      | 7     | 14     |
| 12     | Hongarije        | HUN    | 2    | 5      | 3     | 10     |
| 13     | België           | BEL    | 2    | 1      | 3     | 6      |
| 14     | Finland          | FIN    | 2    | 1      | 1     | 4      |
| 15     | Canada           | CAN    | 1    | 1      | 0     | 2      |
| 16     | Nederland        | NED    | 0    | 1      | 2     | 3      |
| 17     | Turkije          | TUR    | 0    | 1      | 1     | 2      |
| 18     | Gemengd team     | ZZX    | 0    | 1      | 0     | 1      |
| 19     | Australië        | AUS    | 0    | 0      | 3     | 3      |
| 20     | Bohemen          | BOH    | 0    | 0      | 2     | 2      |
| Totaal | Totaal           | Totaal | 78   | 80     | 78    | 226    |

De medaille voor het gemengd team was voor de Belgisch/Griekse atleten in het roei-onderdeel dubbeltwee-met stuurman over 1 mijl. De zilveren voetbalmedaille voor het team van Smyrna (het huidige İzmir) en de bronzen voetbalmedaille voor Thessaloniki worden toegerekend aan Turkije (het Ottomaanse Rijk) waartoe beide steden destijds behoorden.
Medaillespiegel Olympische Spelen aller tijden · Medaillespiegel Zomerspelen aller tijden · Medaillespiegel Winterspelen aller tijden
Medaillespiegel Zomerspelen
1896 · 1900 · 1904 · 1906 · 1908 · 1912 · 1920 · 1924 · 1928 · 1932 · 1936 · 1948 · 1952 · 1956 · 1960 · 1964 · 1968 · 1972 · 1976 · 1980 · 1984 · 1988 · 1992 · 1996 · 2000 · 2004 · 2008 · 2012 · 2016 · 2020 · 2024

Medaillespiegel Winterspelen

1924 · 1928 · 1932 · 1936 · 1948 · 1952 · 1956 · 1960 · 1964 · 1968 · 1972 · 1976 · 1980 · 1984 · 1988 · 1992 · 1994 · 1998 · 2002 · 2006 · 2010 · 2014 · 2018 · 2022
Atletiek · Gewichtheffen · Roeien · Schermen · Schietsport · Schoonspringen · Tennis · Touwtrekken · Turnen · Voetbal · Wielrennen · Worstelen · Zwemmen